# Kawtar Bentaleb
Kawtar Bentaleb (en arabe : كوثر بنطالب), née le 13 février 1999, est une footballeuse internationale marocaine qui évolue à la RS Berkane au poste de gardienne. Elle joue pour l'équipe du Maroc de futsal.

## Carrière en club
A l'instar de la majorité des joueuses, Kawtar Bentaleb débute par le football traditionnel. Après avoir évolué au Wydad AC, elle évolue une saison du côté de l'Atlas 05 avec lequel elle atteint la finale de la Coupe du Trône en 2018. Par la suite, elle évolue à l'ASDCT Aïn Atiq puis au Chabab Mohammédia avant de s'engager au Sporting Casablanca avec lequel elle parvient à accéder à la première division à l'issue de la saison 2020-2021.
Elle évolue par la suite FUS Rabat pendant trois saisons avant de rejoindre la Renaissance sportive de Berkane durant l'été 2025.

## Carrière internationale

### Équipe du Maroc futsal

#### Débuts
Ses performances en club lui permettent de recevoir un appel de Hassan Rhouila pour une série de stage et matchs amicaux en équipe du Maroc futsal qui voit le jour au cours de l'année 2021. Avec Siham Tadlaoui ou encore Chirine Knaidil, Kawtar Bentaleb fait donc partie des premières joueuses à être sélectionnée.
Début mars 2022, le Maroc est invité par le Bahreïn pour une double confrontation amicale à Manama. Bentaleb prend part aux deux matchs remportés par le Maroc (3-0 et 3-2). Elle réalise donc un clean-sheet pour son premier match international avec la sélection,.
Quasiment deux ans plus tard, la sélection affronte l'Argentine dans une double confrontation amicale les 17 et 18 mars 2024 au Complexe Mohammed VI. Le Maroc avec la participation de Bentaleb qui récupère le brassard de capitaine, s'incline lors des deux rencontres (6-1 et 5-4).
Après avoir disputé un tournoi en Croatie durant le mois de juin, elle reçoit un appel du sélectionneur Adil Sayeh pour disputer un tournoi international au Brésil dans la ville de Xanxerê qui se tient début août,. Confrontées à des nations expérimentées (face au Brésil, l'Argentine et le Paraguay), le Maroc termine à la dernière place du tournoi avec quatre défaites en autant de matchs. Kawtar Bentaleb participe à l'ensemble des rencontres, sauf celle face à l'Argentine (défaite 6-2).
Le mois qui suit, l'équipe nationale se déplace à Madrid pour affronter l'Espagne dans une double confrontation amicale les 10 et 11 septembre. Le Maroc s'incline lors des deux rencontres. La première, sur le score de 10-1, tandis que la deuxième voit les Espagnoles s'imposer 6 à 0. Bentaleb participe aux deux rencontres.
Le Maroc reçoit par la suite le Bahreïn et l'Ouzbékistan en matchs de préparation durant le mois d'octobre. Le mois qui suit, elle est de nouveau convoquée pour disputer deux doubles confrontations amicales respectivement face à l'Irak et la République tchèque. Bentaleb participe à l'ensemble des matchs. Le mois suivant, le Maroc reçoit la Finlande pour deux oppositions amicales les 14 et 15 janvier 2025 au Complexe Mohammed VI. Kawtar Bentaleb prend part à ces deux matchs qui voit le Maroc perdre la première manche (5-1) et remporter la deuxième (4-3).

#### Coupe d'Afrique des nations 2025: Le Maroc sacré
Dans le cadre des préparations à la CAN 2025, le Maroc reçoit le Sénégal pour deux matchs amicaux, les 25 et 26 mars au Complexe Mohammed VI. Bentaleb qui participe à cette double confrontation parvient à garder sa cage inviolée lors de la première manche (victoire, 13-0).
Le 12 avril 2025, la fédération marocaine annonce la liste des joueuses sélectionnées pour disputer la CAN qui se tient au Maroc du 22 au 30 avril. Kawtar Bentaleb fait partie des joueuses retenues par Adil Sayeh,.
Après s'être imposé face à la Namibie (8-1) et le Cameroun (7-1) en phase de groupe, le Maroc élimine l'Angola en demi-finale (5-1) et décroche ainsi sa qualification pour la Coupe du monde 2025. Les Marocaines remporte le tournoi après avoir vaincu les Tanzaniennes en finale (3-2),,,. Kawtar Bentaleb, qui participe à toutes les rencontres, se voit décerner par la CAF le trophée joueuse du match face au Cameroun.

#### Coupe du monde 2025
Dans le cadre des préparations à la Coupe du monde 2025, elle est sélectionnée pour participer à un tournoi international en Croatie du 18 au 22 juin 2025. Le Maroc termine troisième de ce tournoi après deux victoires contre la Croatie (3-2) et contre le Groenland (5-0) et deux défaites contre la Pologne (4-1) et la République tchèque (3-0). Bentaleb est titularisée sur l'ensemble des matchs du tournoi et parvient à garder sa cage inviolée contre le Groenland.
Quelques semaines plus tard, elle est convoquée au tournoi international au Brésil organisé dans la ville de Xanxerê du 20 au 24 août 2025. Ledit tournoi connait la participation du pays organisateur, de la Colombie et du Guatemala.

## Palmarès

### En club
Club Sportif Atlas 05 
- Coupe du Trône :
  - Finaliste : 2017-18

  Sporting Casablanca 
- Championnat du Maroc D2 :
  - Championne : 2020-21

### En sélection
Équipe du Maroc futsal
- Coupe d'Afrique des nations :
  -  Championne : 2025
- Tournoi de Croatie :
  -  3e place : 2025

### Distinctions individuelles
- Joueuse du match face au Cameroun (CAN futsal 2025)[22]